# Drinker
Drinker (Drinker nisti) – dwunożny, roślinożerny dinozaur z grupy ornitopodów. Żył w okresie późnej jury (ok. 155-150 mln lat temu) na terenach Ameryki Północnej. Długość ciała ok. 2 m, wysokość ok. 70 cm, masa ok. 10 kg. Jego szczątki znaleziono w USA (w stanie Wyoming). Materiał kopalny to niekompletny szkielet niedorosłego osobnika (CPS 106), na który składają się części szczęk, kręgi i części nóg. Wiele skamieniałości znalezionych w formacji Morrison zaliczono także do tego rodzaju, przeważnie kręgi, kości kończyn tylnych i zęby. Był niewielkim roślinożerną o typowej dla bazalnych ornitopodów budowie przystosowanej do dwunożnego biegu. Nazwa została nadana na cześć paleontologa Edwarda Drinkera Cope'a, rywala Othniela Charles'a Marsha z "Wojen kostnych", na którego cześć nazwano dinozaura bliskiego drinkerowi (może nawet synonim) - Otnielozaura. Część gatunkowa (nisti) to skrót od National Institute of Standards and Technology (NIST), agencji Departamentu Handlu Stanów Zjednoczonych.

## Środowisko
Żył na bagiennych obszarach (na tym obszarze znaleziono ryby dwudyszne i rośliny bagienne). Inne zwierzęta znane z jego siedliska to żółwie i wczesne ssaki, takie jak Foksraptor czy nazwany na cześć prof. Zofii Kielan-Jaworowskiej Zofiabaatar. Bakker zinterpretował jego szeroką stopę z rozpostartymi palcami jako przystosowaną do poruszania się w takim środowisku, niepodobną do raczej wąskich stóp innych dinozaurów z formacji Morrison - stegozaurów i zauropodów. Później (w 1993 roku) wysunął hipotezę traktującą o tym, że Drinker zamieszkiwał nory. Znaleziono wiele osobników u strukturach, które Bakker uznał za tunele, położone wyżej od poziomu wody. Badacz ten przypuszcza także, że znacznie większe ornitopody, takie jak Kamptozaur, potrafiły kopać w ziemi. Ostatnio znaleziono bliskiego krewnego ornitopoda – Oryktodrom, który bez wątpienia był dinozaurem żyjącym w norach.

## Klasyfikacja
Drinker czasami jest uważany za synonim rodzaju Otnielia (teraz nazwany Otnielozaur), lecz najnowsze badania (The Dinosauria, 2004 i Galton, 2006) odrzucają taką możliwość. Być może portugalski Phyllodon z tego samego okresu jest z nim spokrewniony. Autorzy opisu uznali, że drinker ma zbyt archaiczną budowę, aby móc zostać uznanym za "hipsylofodonta", ponieważ nie posiadał wyraźnej krawędzi pionowej w budowie zębów. Bakker i inni uznali także, że Drinker tworzy z Othnielosaurus klad, którego jednak nie nazwali.